# Gerbillus garamantis
Gerbillus garamantis — вид гризунів, поширений переважно в Алжирі. Іноді її вважають підвидом карликової піщанки (Gerbillus nanus).